# Pai (Thailandia)
Pai (in thailandese ปาย) è un municipio di sottodistretto (thesaban tambon) della Thailandia di 3 736 abitanti (2019). Il territorio comunale occupa una parte del distretto di Pai in provincia di Mae Hong Son, nel gruppo regionale della Thailandia del Nord. La cittadina si trova in una piacevole zona circondata da colline e a partire dagli anni 1980 fu scoperta dai viaggiatori backpacker stranieri. Nel giro di 20 anni divenne una meta anche per il turismo di massa thailandese.

## Geografia fisica

### Territorio
La cittadina è attraversata dal fiume Pai, la cui valle separa i monti Daen Lao, a nord, dal gruppo montuoso Thanon Thong Chai, verso sud. Si trova lungo la strada che collega Mae Hong Son, che si trova 110 km a ovest, a Chiang Mai, situata 130 km a sud-est.

### Clima
Secondo i dati rilevati dalla stazione meteorologica di Mae Hong Son, la temperatura media mensile massima è di 38,7° ad aprile, durante la stagione secca, con un picco di 44° registrato a maggio, mentre la media mensile minima è di 13,8° a gennaio, nella stagione fresca, con un picco di 3,9° a dicembre. La media massima mensile delle precipitazioni piovose è di 293,6 mm in agosto, nella stagione delle piogge, con un picco giornaliero di 128 mm in ottobre. La media minima mensile è di 6,4 mm in gennaio. La stagione fresca va da novembre a febbraio, quella secca da febbraio ad aprile e quella delle piogge da aprile a novembre.

## Origini del nome
Prende il nome dal fiume che la attraversa. In lingua lanna, il termine Pai () significa "elefante maschio". Secondo le cronache locali, durante una campagna di guerra delle truppe del Regno Lanna nel 1447, uno dei sacri elefanti bianchi del re Tilokaraj fuggì, il sovrano diede ordine di cercarlo e fu trovato mentre si bagnava in questo fiume, che prese il nome dall'elefante.

## Storia
Si è ipotizzato che la zona di Pai fosse stata abitata già nel 3000 a.C. e che circa 3000 anni dopo i suoi abitanti fossero stati i Lawa, detti anche Lua, il gruppo dominante a quel tempo nell'odierno territorio della Thailandia del Nord, in seguito assorbito dalla cultura thailandese. Tracce di un insediamento Shan risalente all'XIII secolo sono state rinvenute a Ban Wiang Nuea, 3 km a nord di Pai. Tra il XIV e il XV secolo arrivarono nella zona coloni del Regno Lanna di Chiang Mai e nacque un conflitto con i locali Shan, che furono sconfitti nel 1481 e costretti a migrare a nord. Ad alcune delle famiglie Shan fu concesso di rimanere e Ban Wiang Nuea divenne un villaggio con un muro che divideva le due comunità. Nel XIX secolo, periodo in cui le potenze coloniali francese e britannica avevano espanso i loro interessi nel Sud-est asiatico, il sovrano Lanna fece trasferire nell'area di Pai famiglie di altre zone del regno e scoppiò un nuovo conflitto con i locali Shan, che furono sconfitti e il villaggio fu raso al suolo.
Alla fine dell'Ottocento fu costruito un abbozzo di strada tra Chiang Mai e il nuovo insediamento di Ban Wiang Tai, che fu in seguito ribattezzato Pai. I nuovi immigranti si stabilirono soprattutto lungo la rete di sentieri che portavano a Mae Hong Son. Durante la seconda guerra mondiale, per migliorare i contatti tra i comandi che si trovavano a Bangkok e le truppe impegnate nella campagna della Birmania, gli invasori giapponesi iniziarono a ingrandire la strada tra Chiang Mai e Pai ma abbandonarono il progetto per i tempi troppo lunghi che comportava. Il progetto fu ripreso nel 1967 dal governo thailandese, che costruì la strada statale 1095 tra Chiang Mai, Pai e che prosegue fino a Mae Hong Son, anche se i lavori di asfaltatura sarebbero terminati solo verso la metà degli anni 1990. A partire dai primi anni del XX secolo erano intanto arrivati molti nuovi immigranti nella zona, tra cui membri delle tribù di montagna karen, lisu e lahu provenienti dalla Cina, musulmani di Chiang Mai, rifugiati del Kuomintang e, in tempi più recenti, rifugiati appartenenti a minoranze etniche della Birmania in lotta contro le giunte militari di quel Paese.
Verso il 1980 arrivarono i primi viaggiatori stranieri, backpacker attratti dalla bellezza del territorio e dalla quiete della vita rurale che si respirava nella cittadina, negli anni successivi il turismo iniziò a prendere piede e Pai lentamente si trasformò, con la costruzione di guest house e altre strutture. Il boom si ebbe dopo le inondazioni del 2005 che fecero ingenti danni, nel giro di un anno furono completati i lavori di recupero e poco dopo ebbe inizio il turismo di massa con i nuovi arrivi di stranieri ma soprattutto con gli arrivi dei turisti thailandesi, spinti anche dalla promozione turistica operata dai media; ben presto divennero la maggioranza e si moltiplicarono le strutture ricettive. Tra le altre cose, vennero costruiti anche alberghi di categoria superiore e ristoranti alla moda, che contribuirono ulteriormente a cambiare il volto di Pai. Nel 2007 fu riaperto per i turisti l'aeroporto nei pressi della città che era stato costruito dalle truppe giapponesi durante la guerra. Secondo una stima del 2017, erano circa 800 000 i turisti che ogni anno visitavano Pai.

## Luoghi d'interesse

### Aree naturali
Pai è rinomata per i suoi panorami, una delle attività preferite dei turisti è l'escursionismo; vi sono diverse agenzie locali che organizzano tour per esplorare la zona e tra le mete vi sono i tradizionali villaggi delle tribù di montagna e il santuario della vita selvatica di Mae Hong Son. Nei dintorni della cittadina vi sono inoltre sorgenti termali, caverne e pittoresche cascate. Le rapide del fiume Pai attirano molti appassionati di rafting, in particolare tra ottobre e marzo.